# Komet Jedicke 1
Komet Jedicke 1 ali 179P/Jedicke je periodični komet z obhodno dobo okoli 14,3 let.

 Komet pripada Jupitrovi družini kometov .

## Odkritje[4]
Komet je odkril  9. januar 1995 ameriški astronom Robert Jedicke v okviru programa SPACEWATCH na Kitt Peaku v Arizoni, ZDA.